# Pošta na Severna Makedonija
Pošta na Severna Makedonija (en macédonien : Пошта на Северна Македонија) est l'organisme postal public macédonien.

## Histoire
Il a été fondé en 1992, peu après l'indépendance du pays. Pošta na Severna Makedonija a largement hérité des infrastructures mises en place par les communistes yougoslaves après la Libération de 1944. Elle a rejoint l'Union postale universelle le 12 juillet 1993 et a définitivement remplacé PTT Makedonija, l'ancien organisme yougoslave, le 1er janvier 1997.

## Activités
L'entreprise compte aujourd'hui plus de 2 000 employés et possède plus de 300 bureaux à travers la Macédoine du Nord. Elle propose plusieurs services, comme l'envoi de colis avec accusé de réception, l'envoi express ou encore l'envoi de contenu électronique pour les entreprises.